# فرودگاه کمبلتاون
فرودگاه کمبلتاون (به انگلیسی: Campbeltown Airport) (به زبان بومی: Port-adhair Cheann Loch Chille Chiarain) یک فرودگاه نظامی و همگانی حمل و نقل با کد یاتا CAL است که یک باند فرود آسفالت دارد و طول باند آن ۱۷۵۰ متر است. این فرودگاه در کشور اسکاتلند قرار دارد و در ارتفاع ۱۳ متری از سطح دریا واقع شده‌است.

## شرکت‌های هواپیمایی و مقصدهای پروازی
| شرکت‌های هواپیمایی         | مقصدهای پروازی                       |
| ------------------------- | ------------------------------------ |
| فلای‌بی اجرا توسط Loganair | گلاسگو(PSO) (پایان در ۳۱ اوت ۲۰۱۷)   |
| Loganair                  | گلاسگو(PSO) (آغاز از ۱ سپتامبر ۲۰۱۷) |